# Serment des Bouleutes
Le serment bouleutique est le serment prêté par les nouveaux conseillers de la Boulè, après leur passage à la dokimasie (examen d'entrée pratiqué par les bouleutes sortants). Selon Aristote, il est introduit à Athènes en 501/0 avant notre ère, lors de l'archontat d'Hermocreon,,. 

## Contenu
Le contenu du serment peut être reconstitué à partir de différentes sources. Cependant, elles couvrent deux cents ans d'histoire et le texte a probablement évolué pendant cette période. Selon Xénophon, les conseillers ont juré « de conseiller selon les lois ». Selon Lysias, « de conseiller ce qui était le mieux pour la cité » et, selon Démosthène qu'ils feraient « ce qui était le mieux pour les personnes »,. 